# MRPS18B
MRPS18B (англ. Mitochondrial ribosomal protein S18B) – білок, який кодується однойменним геном, розташованим у людей на короткому плечі 6-ї хромосоми. Довжина поліпептидного ланцюга білка становить 258 амінокислот, а молекулярна маса — 29 396.
| 10         |  | 20         |  | 30         |  | 40         |  | 50         |
| ---------- |  | ---------- |  | ---------- |  | ---------- |  | ---------- |
| MAASVLNTVL |  | RRLPMLSLFR |  | GSHRVQVPLQ |  | TLCTKAPSEE |  | DSLSSVPISP |
| YKDEPWKYLE |  | SEEYQERYGS |  | RPVWADYRRN |  | HKGGVPPQRT |  | RKTCIRRNKV |
| VGNPCPICRD |  | HKLHVDFRNV |  | KLLEQFVCAH |  | TGIIFYAPYT |  | GVCVKQHKRL |
| TQAIQKARDH |  | GLLIYHIPQV |  | EPRDLDFSTS |  | HGAVSATPPA |  | PTLVSGDPWY |
| PWYNWKQPPE |  | RELSRLRRLY |  | QGHLQEESGP |  | PPESMPKMPP |  | RTPAEASSTG |
| QTGPQSAL   |  |            |  |            |  |            |  |            |

A: Аланін

C: Цистеїн

D: Аспарагінова кислота

E: Глутамінова кислота

F: Фенілаланін

G: Гліцин

H: Гістидин

I: Ізолейцин

K: Лізин

L: Лейцин

M: Метіонін

N: Аспарагін

P: Пролін

Q: Глутамін

R: Аргінін

S: Серин

T: Треонін

V: Валін

W: Триптофан

Кодований геном білок за функціями належить до рибонуклеопротеїнів, рибосомних білків, фосфопротеїнів. 
Локалізований у мітохондрії.